# Tormenta (novela)
Tormenta (Deep Storm) es una novela de intriga y ciencia ficción del escritor estadounidense Lincoln Child, publicada originariamente en 2007 y en España en 2008 por la editorial Plaza y Janes.

## Argumento inicial
El médico Peter Crane es contratado con una misión indeterminada en una base de extracción de petróleo cerca de Groenlandia. Una vez allí, la verdadera misión de éste está a 3.000 metros por debajo de la superficie marina, una gran estructura ha sido ubicada en el lecho marino para la extracción de los restos de la Atlántida.
La misión del doctor Crane entraña la búsqueda de la causa común a distintas enfermedades que presentan los científicos y operarios de la base norteamericana. Poco a poco el protagonista se da cuenta de la inconexión de las enfermedades, y de que la verdadera misión que sostiene la base puede distar mucho de ser meramente arqueológica.